# エダホシムシ属
エダホシムシ属（エダホシムシぞく、Themiste）は、星口動物門スジホシムシ綱フクロホシムシ目の属で、エダホシムシ科唯一の属である。触手が主軸と、主軸から分岐する副枝からなるのが特徴。
スジホシムシ綱は触手が口を囲むことが特徴で、エダホシムシ科はそのなかでも体壁の筋肉のうち縦筋が分離しないことから、フクロホシムシ目に分類される。フクロホシムシ目にはエダホシムシ科のほかに2つの科（フクロホシムシ科とマキガイホシムシ科）があるが、触手が枝分かれをするのはこの科だけである。
2つの亜属から構成され、収縮管（食道に沿って伸びる管）に生える柔毛の特徴で識別される。
なお、2012年に発表された分子系統学に基づく分類体系では、本属はフクロホシムシ科に分類され、エダホシムシ科は認められていない。

## 構成種
亜属の特徴は西川による。学名と分類体系はWorld Register of Marine Speciesに従い、有効名とされるもののみを挙げた。

### クビワエダホシムシ亜属
クビワエダホシムシ亜属Lagenopsis Edmonds, 1980は、収縮管の柔毛が短く、指のような外見を呈することが特徴。
- Themiste (Lagenopsis) cymodoceae (Edmonds, 1956)
- Themiste (Lagenopsis) dehamata (Kesteven, 1903)
- Themiste (Lagenopsis) lageniformis (Baird, 1868) - クビワエダホシムシ
- Themiste (Lagenopsis) minor (Ikeda, 1904)
  - Themiste (Lagenopsis) minor huttoni (Benham, 1903)
  - Themiste (Lagenopsis) minor minor (Ikeda, 1904) - カギエダホシムシ
- Themiste (Lagenopsis) spinulum (Chen, 1963)
- Themiste (Lagenopsis) variospinosa Edmonds, 1980

### エダホシムシ亜属
エダホシムシ亜属Themiste Gray, 1828の収縮管に生える柔毛は、クビワエダホシムシ属のそれよりも長く、糸のようになる。
- Themiste (Themiste) alutacea (Grube, 1858)
- Themiste (Themiste) blanda (Selenka & de Man, 1883) - エダホシムシ
- Themiste (Themiste) dyscrita (Fisher, 1952)
- Themiste (Themiste) hennahi Gray, 1828
- Themiste (Themiste) pyroides (Chamberlin, 1919) - ムツデホシムシ